# Phelsuma serraticauda
Phelsuma serraticauda — вид ящірок родини Геконові (Gekkonidae).

## Поширення
Цей гекон є ендеміком Мадагаскару, де він поширений на північно-східній частині острова, відомий з декількох населених пунктів між Іволоїна і Фасандіана, а також далі на північ у Маномпана, Мананара і в Анталаха. Відома одна знахідка на півострові Масоала. Мешкає в прибережних низовинах до 75 м над рівнем моря. За оцінками, площа ареалу виду становить 4464 км².

## Спосіб життя
Цей денний гекон, як правило, спостерігається високо вгорі на кокосових пальмах ( Cocos nucifera ) уздовж доріг і пляжів. Живиться різними комахами та іншими безхребетними. Вони також люблять лизати м'які, солодкі плоди, пилок і нектар.